# Mountmellick
Mountmellick (in irlandese: Móinteach Mílic) è una cittadina nella Contea di Laois, in Irlanda.